# Comida para llevar

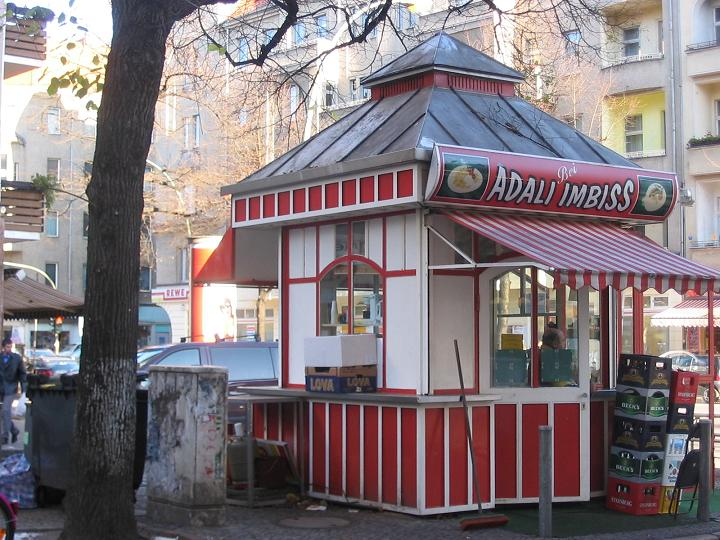
Puesto de comida para llevar en una calle berlinesa.

Comida para llevar es un término que se refiere generalmente a la comida servida en un restaurante para ser consumida fuera de él. El restaurante puede no ofrecer servicio de mesa, sino que puede ofrecer solo comida a domicilio.

## Historia
El concepto nació íntimamente ligado a la comida rápida (fast food), pero empresas nuevas como Just Eat lo ampliaron a todo tipo de comidas, desde la cocina tradicional hasta la cocina posmoderna, pasando por las cocinas étnicas.